# Alpes de Emmental
 Los Alpes Emmentales (en alemán: Emmentaler Alpen) son una cadena montañosa en la parte occidental de los Alpes, en Suiza. Están ubicados al noroeste del puerto de Brünig, principalmente en los cantones de Lucerna, Berna y Obwalden, con una pequeña porción en el cantón de Nidwalden. La cumbre más alta de la cadena es el Brienzer Rothorn, que también es el punto más alto en el cantón de Lucerna. La cadena lleva el nombre del valle de Emme (en alemán: Emmental ). En la esquina noroeste se encuentra el Napf relativamente bajo, pero extendido y muy plegado. 
Los Alpes de Emmental están separados de los Alpes berneses por el valle de Aare al sur y conectados a los Alpes Uri por los cuatro lagos Lungerersee, Sarnersee, Wichelsee y Vierwaldstättersee al este. 

## Picos notables
- Brienzer Rothorn (2.350 m)
- Tannhorn (2,221 m)
- Arnihaaggen (2.207 m)
- Höch Gumme (2,205 m)
- Hohgant (2,197 m)
- Augstmatthorn (2,137 m)
- Pilato (2.128 m)
- Schrattenfluh (2,092 m)
- Burgfeldstand (2,063 m)
- Sigriswiler Rothorn (2.051 m)
- Fürstein (2.040 m)
- Wilerhorn (2,005 m)
- Schafmatt (1,979 m)
- Niederhorn (1.963 m)
- Sieben Hengste (1,955 m)
- Haglere (1.949 m)
- Mittaggüpfi (1.917 m)
- Schimbrig (1.815 m)
- Honegg (1.546 m)
- Wachthubel (1,415 m)
- Napf (1,408 m)